# Alice Bellagamba
Alice Bellagamba (Jesi, 1º novembre 1987) è una ballerina, attrice, direttrice artistica e coreografa italiana.
Ha debuttato nel 2008 partecipando all'ottava edizione di Amici di Maria De Filippi, arrivando quarta classificata. In seguito è diventata attrice recitando in diverse serie televisive italiane e in vari film per il cinema e la televisione italiana.

## Biografia
A sei anni inizia pattinaggio artistico con l'Acli pattinaggio, risultando terza ai campionati italiani di coppia e prima nel singolo campionati italiani Acli. A nove anni inizia danza moderna nella sua città, con Carla Giacani e Romina Muzzi. Tre anni dopo partecipa a uno stage a Firenze nella scuola del Balletto di Toscana e Opus Ballet, durante il quale viene notata da Daniel Tinazzi. L'anno successivo, in seguito ad una borsa di studio assegnatale dalla stessa scuola, si trasferisce a Firenze dove frequenta le scuole superiori e studia danza. A 15 anni smette di frequentare la scuole superiori per entrare nel corso professionale di danza, diplomandosi da privatista. Nel frattempo perfeziona e approfondisce i suoi studi di danza con Fabrizio Monteverde, Daniel Tinazzi e altri. Nel 2002 entra nella compagnia giovanile Junior Balletto di Toscana come ballerina professionista e in seguito all'Aterballetto, esibendosi in Cina, Nuova Zelanda, Messico, Stati Uniti, Corea del Sud ed Europa.
Il 5 ottobre 2008 entra a far parte dell'ottava edizione della trasmissione Amici di Maria De Filippi, seguita dall'insegnante Maura Paparo, classificandosi al quarto posto nella fase finale. Il 16 maggio 2009, a Torino, partecipa ad Amici - La sfida dei talenti, uno spettacolo condotto da Maria De Filippi con alcuni dei protagonisti del talent show di tutte le prime otto edizioni..
Nell'estate 2009 partecipa all'Amici Tour insieme ai colleghi di Amici giunti alla fase serale del programma. Sempre nel 2009 entra nel cast del musical Io Ballo di Riccardo "Chicco" Sfondrini e Patrick Rossi Gastaldi, nel quale si esibisce, insieme ai ballerini del programma Amici, sulle coreografie di Garrison Rochelle. Inoltre è protagonista femminile del video musicale di Forse forse, brano di Luca Napolitano.
Dopo il talent show esordisce come attrice nel film tv Il ritmo della vita in onda su Canale 5, per la regia di Rossella Izzo.. Il 5 giugno 2009, diventa testimonial della Fondazione ONLUS "G. Salesi ONLUS".
Nel 2010 inizia gli studi di recitazione con Francesca Viscardi Leonetti e nel giugno dello stesso debutta a teatro in Non ci posso fare niente tratto dal romanzo di C. de Laclos Le relazioni pericolose, per la regia di Francesca Viscardi Leonetti. Nel 2011 esordisce al cinema nel film Balla con noi, del quale è protagonista insieme ad Andrea Montovoli, per la regia di Cinzia Bomoll: nello stesso anno recita nelle serie televisive Non smettere di sognare e Anna e i cinque 2, entrambe in onda su Canale 5.
Nel 2012 entra nel cast della fiction Provaci ancora prof 4 nei panni dell'agente Valentina Grassetti, interpreta il ruolo di Salomè nella miniserie televisiva Maria di Nazaret, recita nella fiction Un passo dal cielo 2, tutte e tre in onda su Rai Uno: nello stesso anno diventa protagonista della sitcom Talent High School - Il sogno di Sofia, in onda sul canale del digitale terrestre Super!, nel quale interpreta il ruolo di una ballerina iscritta a un'accademia di spettacolo.
Nel 2013 è impegnata nelle riprese della seconda stagione di Talent High School - Il sogno di Sofia. Nel giugno dello stesso anno viene scelta da Leonardo Pieraccioni per il suo film natalizio Un fantastico via vai, dove interpreta Clelia.
Il 23 maggio 2014 affianca Gene Gnocchi nello spettacolo Il Gene dello sport e presenta la serata. Il 17 luglio dello stesso anno è presidentessa di giuria alle selezioni di Miss Italia nella tappa di Jesi. Il 30 agosto, alla 71ª Mostra internazionale d'arte cinematografica di Venezia, viene premiata come "Miglior attrice emergente" nella prima edizione del "Premio Internazionale", dedicato ad Anna Magnani.
Nel 2015, nella miniserie TV Pietro Mennea - La freccia del Sud interpreta Carlotta, il primo amore dell'atleta olimpionico Pietro Mennea.
Il 28 aprile 2017, al Festival Tulipani di Seta Nera, presenta il suo primo cortometraggio intitolato "Last Chance".
Nel marzo 2018 fonda la Compagnia professionale di danza "Balletto delle Marche", della quale è direttrice artistica, ballerina e coreografa. Qualche mese dopo il “Balletto delle Marche” diventa anche una scuola di danza a Jesi. Il 10 maggio 2018 esce al cinema il thriller psicologico Le grida del silenzio di cui è co-protagonista.

## Vita privata
Dal 2008 al 2010 ha avuto una relazione con il cantautore Luca Napolitano, conosciuto durante la sua partecipazione ad Amici di Maria De Filippi.
Il 18 ottobre 2014, dopo pochi mesi di fidanzamento, sposa il produttore Andrea Rizzoli, figlio dell'attrice Eleonora Giorgi e dell'editore Angelo Rizzoli, nella chiesa di San Giovanni Evangelista a Montignano (Umbria). Il 3 febbraio 2016, dalle pagine di Vanity Fair, comunica la separazione dal marito.
In seguito, Alice ha avuto una relazione con l’attore, produttore e regista Daniel Bondì. A novembre 2024 ha annunciato di essere incinta di Leonardo Plebani, noto imprenditore della vallesina, ultimamente coinvolto nel progetto JesiDrift. 

## Filmografia

### Attrice

#### Cinema
- Balla con noi, regia di Cinzia Bomoll (2011)
- Un fantastico via vai, regia di Leonardo Pieraccioni (2013)
- Torno indietro e cambio vita, regia di Carlo Vanzina (2015)
- Le grida del silenzio, regia di Alessandra Carlesi (2018)
- Welcome Home - Uno sconosciuto in casa (Welcome Home), regia di George Ratliff (2018)

#### Televisione
- Il ritmo della vita, regia di Rossella Izzo – film TV (Canale 5, 2009)
- Non smettere di sognare – serie TV, 8 episodi (Canale 5, 2011)
- Anna e i cinque 2 – serie TV, 6 episodi (Canale 5, 2011)
- Provaci ancora prof 4 – serie TV, 6 episodi (Rai 1, 2012)
- Maria di Nazaret, regia di Giacomo Campiotti – miniserie TV (Rai 1, 2012)
- Un passo dal cielo 2 – serie TV, 14 episodi (Rai 1, 2012)
- Talent High School - Il sogno di Sofia – serie TV, 48 episodi (Super!,  2012-2013)
- Don Matteo 9 – serie TV, 2 episodi (Rai 1, 2014)
- Che Dio ci aiuti – serie TV, episodio 3x13 (Rai 1, 2014)
- Pietro Mennea - La freccia del Sud, regia di Ricky Tognazzi - miniserie TV (Rai 1, 2015)

#### Cortometraggi
- Just a cigarette, prodotto dal Team Aberrazioni Cromatiche (2011)
- Angel, regia di Maria Luisa Putti (2012)
- Conosce qualcuno?, regia di Daniel Bondì (2016)
- Last chance, regia e sceneggiatura di Alice Bellagamba (2017)
- Bad News, regia di Matteo Petrelli (2017)
- The Taylor, di Emiliano Bengasi (2018)
- Et in Arcadia Ego, di Hamid Davoodi (2018)

#### Videoclip
- Forse forse di Luca Napolitano, regia di Stefano Bertelli (2009)
- Danza di Sara Galimberti, regia di Mario Maellaro (2015)[27][28]

#### Fashion Film
- Kontessa, regia di Gabriele Paoli (2021)[29]
- Kontessa - parte due, regia di Gabriele Paoli (2021)[30]

### Regista

#### Cortometraggi
- Last chance (2017)

#### Videoclip
- Bam Bam di Giordana Angi (2017)

### Sceneggiatrice

#### Cortometraggi
- Last chance (2017)

### Coreografa

#### Videoclip
- Bam Bam di Giordana Angi (2017)

## Programmi TV
- Amici di Maria De Filippi (Canale 5, 2008-2009) Concorrente
- Marche Show! - Il salotto di Alice  (TV Centro Marche, 2013) Conduttrice
- Inside The Spot  (TV Centro Marche, 2017) Conduttrice

## Teatro
- Io ballo, regia di Patrick Rossi Gastaldi (2009)
- Non ci posso fare niente, regia di Francesca Viscardi Leonetti (2010)
- Tempi moderni, regia di Giulia Grandinetti (2013)

## Compagnie di Danza
- Junior Balletto di Toscana (2002-2004) ballerina
- Aterballetto (2004-2008) ballerina
- Balletto delle Marche (2018-in corso) direttrice artistica, coreografa e ballerina

## Premi e riconoscimenti
- Festival di Venezia 2014 - Premio come miglior attrice emergente[31]